# Баллі (Пенсільванія)
Баллі (англ. Bally) — місто (англ. borough) в США, в окрузі Беркс штату Пенсільванія. Населення — 1228 осіб (2020).

## Географія
Баллі розташоване за координатами 40°24′2″ пн. ш. 75°35′15″ зх. д. / 40.40056° пн. ш. 75.58750° зх. д. (40.400451, -75.587556).  За даними Бюро перепису населення США в 2010 році місто мало площу 1,34 км², уся площа — суходіл.

## Демографія
Згідно з переписом 2010 року, у селищі мешкало 1090 осіб у 441 домогосподарстві у складі 296 родин. Густота населення становила 812 осіб/км².  Було 457 помешкань (341/км²).
Расовий склад населення:
| - 97,5 % — білих - 0,6 % — чорних або афроамериканців - 0,6 % — азіатів - 0,1 % — корінних американців |

До двох чи більше рас належало 0,8 %. Частка іспаномовних становила 1,4 % від усіх жителів.
За віковим діапазоном населення розподілялося таким чином: 21,1 % — особи молодші 18 років, 59,9 % — особи у віці 18—64 років, 19,0 % — особи у віці 65 років та старші. Медіана віку мешканця становила 41,9 року. На 100 осіб жіночої статі у селищі припадало 98,5 чоловіків;  на 100 жінок у віці від 18 років та старших — 95,5 чоловіків також старших 18 років.
Середній дохід на одне домашнє господарство  становив 64 593 долари США (медіана — 57 193), а середній дохід на одну сім'ю — 74 091 долар (медіана — 64 479). За межею бідності перебувало 5,6 % осіб, у тому числі 13,9 % дітей у віці до 18 років та 2,6 % осіб у віці 65 років та старших.
Цивільне працевлаштоване населення становило 742 особи. Основні галузі зайнятості: виробництво — 29,1 %, освіта, охорона здоров'я та соціальна допомога — 19,9 %, роздрібна торгівля — 19,8 %.